# Frágko
Frágko är en ort i Grekland.   Den ligger i prefekturen Nomós Kardhítsas och regionen Thessalien, i den centrala delen av landet, 220 km nordväst om huvudstaden Aten. Frágko ligger 139 meter över havet och antalet invånare är 513.
Terrängen runt Frágko är platt åt nordost, men åt sydväst är den kuperad.Runt Frágko är det ganska tätbefolkat, med 104 invånare per kvadratkilometer. Närmaste större samhälle är Karditsa, 6,8 km öster om Frágko. Trakten runt Frágko består till största delen av jordbruksmark.